# دوبلوکان
دوبلوکان روستایی از توابع بخش مرکزی شهرستان ازنا در استان لرستان ایران است.

## جمعیت
این روستا در دهستان پاچه لک غربی قرار دارد و براساس سرشماری مرکز آمار ایران در سال ۱۳۸۵، جمعیت آن ۱۹۳ نفر (۳۳ خانوار) بوده‌است.که معمولا از طایفه قیطاسوند و شاخه کله شمس الله (نیک خواه) هستند